# Герб Вермланду
Герб Вермланду (швед. Värmlands vapen) — символ історичної провінції (ландскапу) Вермланд. 
Також вживається як офіційний символ сучасного адміністративно-територіального утворення лену Вермланд.

## Історія
Герб Вермланду відомий з опису похорону короля Густава Вази 1560 року. Спершу представляв у срібному полі чорну росомаху. Але в XVII ст. замість росомахи у гербі появився орел.
Як герб лену цей знак затверджено 1936 року.

## Опис (блазон)
У срібному полі синій орел із червоним язиком, дзьобом, лапами і пазурями.

## Зміст
З кінця XVII ст. орел подавався у гербі чорним, а поле було змінене на золоте. У 1936 році затверджено теперішню колористику герба.
Герб ландскапу може увінчуватися герцогською короною. Герб лену може використовуватися органами влади увінчаний королівською короною.